# Norra Nilandheatollen
Norra Nilandatollen är en atoll i Maldiverna.  Den ligger i den centrala delen av landet,  mellan 115 och 145 kilometer sydväst om huvudstaden Malé. Den täcker samma område som den administrativa atollen Faafu atoll.
Den består av 23 öar, varav fem är bebodda: Bileiydhoo, Dharanboodhoo, Feeali, Magoodhoo och Nilandhoo.